# Francisco Clavet
Pour les articles homonymes, voir Clavet.
Clavet  González est un nom espagnol. Le premier nom de famille, en général paternel, est Clavet ; le second, en général maternel, souvent omis, est González.
Francisco Javier Clavet González, né le 24 octobre 1968 à Aranjuez, est un joueur de tennis espagnol, professionnel de 1988 à 2003.

## Carrière
Passé professionnel en 1988, il a mis un terme à sa carrière en 2003. Il compte huit titres en simple sur le circuit ATP et a atteint son meilleur classement le 13 juillet 1992 en devenant 18e joueur mondial. Il a atteint trois fois les huitième de finale à Roland-Garros et une fois à Wimbledon. Il est plutôt adepte de la terre battue, sur laquelle il a remporté sept de ses huit titres. En 2000, à Scottsdale, il bat le no 1 mondial Andre Agassi 6-1, 6-2 au deuxième tour.
Il fut l'entraineur de son compatriote Feliciano López.

## Palmarès

### Titres en simple messieurs
| No | Date       | Nom et lieu du tournoi                        | Catégorie    | Dotation  | Surface      | Finaliste          | Score              |  |
| -- | ---------- | --------------------------------------------- | ------------ | --------- | ------------ | ------------------ | ------------------ |  |
| 1  | 23-07-1990 | Dutch Open, Hilversum                         | World Series | 215 000 $ | Terre (ext.) | Eduardo Masso      | 3-6, 6-4, 6-2, 6-0 |  |
| 2  | 25-09-1995 | Campionati Internazionali di Sicilia, Palerme | World Series | 303 000 $ | Terre (ext.) | Jordi Burillo      | 62-7, 6-3, 7-61    |  |
| 3  | 29-07-1996 | Grolsch Open, Amsterdam                       | World Series | 475 000 $ | Terre (ext.) | Younès El Aynaoui  | 7-5, 6-1, 6-1      |  |
| 4  | 20-10-1997 | Abierto Mexicano Telcel, Mexico               | World Series | 305 000 $ | Terre (ext.) | Juan Albert Viloca | 6-4, 7-67          |  |
| 5  | 27-10-1997 | Tournoi de tennis de Bogota, Bogota           | World Series | 303 000 $ | Terre (ext.) | Nicolás Lapentti   | 6-3, 6-3           |  |
| 6  | 14-09-1998 | Romanian Open, Bucarest                       | Int' Series  | 475 000 $ | Terre (ext.) | Arnaud Di Pasquale | 6-4, 2-6, 6-2      |  |
| 7  | 09-11-1998 | Chevrolet Cup, Santiago                       | Int' Series  | 315 000 $ | Terre (ext.) | Younès El Aynaoui  | 6-2, 6-4           |  |
| 8  | 05-03-2001 | Franklin Templeton Tennis Classic, Scottsdale | Int' Series  | 375 000 $ | Dur (ext.)   | Magnus Norman      | 6-4, 6-2           |  |

### Finales en simple messieurs
| No | Date       | Nom et lieu du tournoi                               | Catégorie    | Dotation  | Surface      | Vainqueur           | Score         |  |
| -- | ---------- | ---------------------------------------------------- | ------------ | --------- | ------------ | ------------------- | ------------- |  |
| 1  | 06-07-1992 | Suisse Open, Gstaad                                  | World Series | 300 000 $ | Terre (ext.) | Sergi Bruguera      | 6-1, 6-4      |  |
| 2  | 27-07-1992 | Campionati Internazionali di San Marino, Saint-Marin | World Series | 235 000 $ | Terre (ext.) | Karel Nováček       | 7-5, 6-2      |  |
| 3  | 24-10-1994 | Hellmann's Cup, Santiago                             | World Series | 188 750 $ | Terre (ext.) | Alberto Berasategui | 6-3, 6-4      |  |
| 4  | 31-10-1994 | Topper Open, Montevideo                              | World Series | 188 750 $ | Terre (ext.) | Alberto Berasategui | 6-4, 6-0      |  |
| 5  | 07-04-1997 | Estoril Open, Estoril                                | World Series | 600 000 $ | Terre (ext.) | Àlex Corretja       | 6-3, 7-5      |  |
| 6  | 10-04-2000 | Estoril Open, Estoril                                | Int' Series  | 600 000 $ | Terre (ext.) | Carlos Moyà         | 6-3, 6-2      |  |
| 7  | 08-01-2001 | Heineken Open, Auckland                              | Int' Series  | 350 000 $ | Dur (ext.)   | Dominik Hrbatý      | 6-4, 2-6, 6-3 |  |

### Finales en double messieurs
| No | Date       | Nom et lieu du tournoi                   | Catégorie    | Dotation  | Surface      | Vainqueurs                        | Partenaire        | Score    |  |
| -- | ---------- | ---------------------------------------- | ------------ | --------- | ------------ | --------------------------------- | ----------------- | -------- |  |
| 1  | 11-09-1989 | Tournoi de tennis de Madrid Madrid       |              | 175 000 $ | Terre (ext.) | Carlos Costa Tomás Carbonell      | Tomáš Šmíd        | 7-5, 6-3 |  |
| 2  | 30-07-1990 | Philips Head Cup Kitzbühel               | World Series | 337 500 $ | Terre (ext.) | Javier Sánchez Éric Winogradsky   | Horst Skoff       | 7-6, 6-2 |  |
| 3  | 22-07-1991 | Dutch Open Hilversum                     | World Series | 215 000 $ | Terre (ext.) | Richard Krajicek Jan Siemerink    | Magnus Gustafsson | 7-5, 6-4 |  |
| 4  | 27-04-1992 | Trofeo Grupo Zeta Villa de Madrid Madrid | World Series | 700 000 $ | Terre (ext.) | Patrick Galbraith Patrick McEnroe | Carlos Costa      | 6-3, 6-2 |  |

## Résultats en Grand Chelem

### En simple
| Année | Open d'Australie | Open d'Australie | Roland-Garros | Roland-Garros       | Wimbledon | Wimbledon          | US Open  | US Open          |
| ----- | ---------------- | ---------------- | ------------- | ------------------- | --------- | ------------------ | -------- | ---------------- |
| 1990  | -                | -                | 1er tour      | Yannick Noah        | -         | -                  | -        | -                |
| 1991  | 2e tour          | Jonas Svensson   | 4e tour       | Boris Becker        | 1er tour  | Magnus Gustafsson  | 3e tour  | Aaron Krickstein |
| 1992  | 2e tour          | Mark Woodforde   | 1er tour      | Richard Krajicek    | 1er tour  | David Wheaton      | 1er tour | Richard Krajicek |
| 1993  | -                | -                | 2e tour       | Karel Nováček       | -         | -                  | 1er tour | Jamie Morgan     |
| 1994  | -                | -                | 2e tour       | Todd Martin         | -         | -                  | 2e tour  | Byron Black      |
| 1995  | -                | -                | 3e tour       | Andre Agassi        | -         | -                  | 3e tour  | Thomas Muster    |
| 1996  | 3e tour          | Mark Woodforde   | 4e tour       | Ievgueni Kafelnikov | 1er tour  | Tomás Carbonell    | 1er tour | Cédric Pioline   |
| 1997  | -                | -                | 2e tour       | Pete Sampras        | 2e tour   | David Rikl         | 1er tour | Jonas Björkman   |
| 1998  | 3e tour          | Hicham Arazi     | 4e tour       | Filip Dewulf        | 4e tour   | Davide Sanguinetti | 2e tour  | Nicolas Kiefer   |
| 1999  | 1er tour         | Jiri Novak       | 2e tour       | Sjeng Schalken      | 3e tour   | Mark Philippoussis | 1er tour | Nicolás Lapentti |
| 2000  | 3e tour          | Wayne Ferreira   | 2e tour       | Mariano Puerta      | 2e tour   | Thomas Enqvist     | 1er tour | Sláva Doseděl    |
| 2001  | 2e tour          | Dominik Hrbatý   | 1er tour      | Alex Calatrava      | 1er tour  | Pete Sampras       | 1er tour | Nicolás Massú    |
| 2002  | 3e tour          | Jiri Novak       | 1er tour      | Sébastien Grosjean  | 1er tour  | Paul-Henri Mathieu | 1er tour | Michael Chang    |
| 2003  | 1er tour         | Guillermo Coria  | -             | -                   | -         | -                  | -        | -                |

À droite du résultat, l'ultime adversaire.

### En double
| Année | Open d'Australie               | Open d'Australie                 | Roland-Garros         | Roland-Garros                   | Wimbledon | Wimbledon | US Open                 | US Open                        |
| ----- | ------------------------------ | -------------------------------- | --------------------- | ------------------------------- | --------- | --------- | ----------------------- | ------------------------------ |
| 1990  | 1er tour Jordi Arrese          | David Adams José Francisco Altur | 2e tour Miguel Nido   | Jorge Lozano Todd Witsken       | -         | -         | -                       | -                              |
| 1991  | 2e tour Gilad Bloom            | Darren Cahill Mark Kratzmann     | 2e tour Carlos Costa  | Jorge Lozano Christian Miniussi | -         | -         | 1er tour Diego Nargiso  | Patrick Galbraith Todd Witsken |
| 1992  | 1er tour Marcos Aurelio Gorriz | Jared Palmer Jonathan Stark      | 1er tour Jorge Lozano | Todd Woodbridge Mark Woodforde  | -         | -         | 1er tour Francisco Roig | Gianluca Pozzi Olli Rahnasto   |
| 2003  | 1er tour Guillermo Cañas       | James Blake Mark Merklein        | -                     | -                               | -         | -         | -                       | -                              |

Sous le résultat, le partenaire ; à droite, l'ultime équipe adverse.

## Autres résultats
- Masters d'Indian Wells : demi-finaliste en 1992
- Masters de Miami : demi-finaliste en 1999